# Кућа Владимира Главаша у Врањеву
Кућа Владимира Главаша у некада посебном насељу Врањево, подигнута је почетком 19. века и као непокретно културно добро има статус споменика културе од великог значаја. Главашева кућа, општинска зграда и православна црква представљају складну просторно и стилски усаглашену амбијенталну целину Врањева.

## Владимир Главаш
Др Владимир Главаш (1830—1909) је рођен у овој кући. Завршио је студије права у Прагу 1862. године, после чега се кратко бавио адвокатуром. Остао је запамћен као особењак који није примао посете, није се женио, нити имао потомака. Био је велики народни добротвор који је кућу и већи део имовине поклонио цркви, за потребе црквене општине. Био је почасни члан Матице српске.

## Опис куће
Кућа је завршена 1830. године као пример богатије грађанске куће са почетка 19. века, под утицајем бидермајера. Подигнута је као приземна грађевина, данас на углу улица Јосифа Маринковића и Светозара Марковића у центру насеља Врањево. Правоугаоног је облика, подужом страном окренута према главној улици са двосливним кровом, покривеним бибер црепом. У дворишту се налази једна мања зграда за послугу.
На кући се налази спомен плоча са натписом: „Овде се родио др Владимир Главаш, велики народни добротвор 1834–1909“.
После адаптације која је трајала од 2007. до 2009. године у кућу је смештен новоосновани Завичајни музеј „Главашева кућа” у Новом Бечеју. Радови су обухватили радове на кровној конструкцији, рестаурацији фасаде и ентеријеру. Тада је ентеријер опремљен остацима стилског намештаја који је био у употреби крајем 19. и почетком 20. века. Једна од просторија је посвећена композитору Јосифу Маринковићу.

## Галерија
- Дворишни објекат
- Дворишни објекат
- Ајнфорт капија
- Гостински салон
- Спаваћа соба
- Подрум
- Детаљи фасаде
- Уличне фасаде